# Kaneko Kazujosi
Kaneko Kazujosi (japánul: 金子 一義, nyugaton: Kazuyoshi Kaneko) (1942. december 20. –) japán politikus, Gifu prefektúra 4. kerületének képviselője a Japán Országgyűlés Képviselőházában a Liberális Demokrata Párt színeiben, 2008 és 2009 között Aszó Taró kormányában Japán közlekedési minisztere.

## Élete
Kaneko a parlamenti képviselő és volt pénzügyminiszter, Kaneko Ippei legidősebb fia. A tokiói Keio Egyetemen végzett 1966-ban. 1986-ig a magánszférában dolgozott, de ebben az évben beválasztották a Képviselőházba Gifu prefektúra 4. választókerületének képviselőjeként és ettől kezdve csak a politikának szentelte életét. Többször töltött be elnöki pozíciót bizottságokban, volt miniszterhelyettes de tárca nélküli miniszter és az LDP főtitkárának helyettese is. 2008-ban Aszó Taró miniszterelnök a néhány nap után lemondott Nakajama Nariaki utódának nevezte ki, Kaneko miniszteri posztját egy éven keresztül tarthatta meg.

## Külső hivatkozások
- (japán) Kaneko hivatalos weboldala

| Elődje: Nakajama Nariaki | Földügyi, infrastrukturális, közlekedési és turizmusügyi miniszter 2008 – 2009 | Utódja: Maehara Szeidzsi |